# Brańsk (Landgemeinde)
Die gmina wiejska Brańsk ist eine selbständige Landgemeinde in Polen im Powiat Bielsk Podlaski in der Woiwodschaft Podlachien. Ihr Sitz befindet sich in der Stadt Brańsk (belarussisch Бранск).

## Geographie

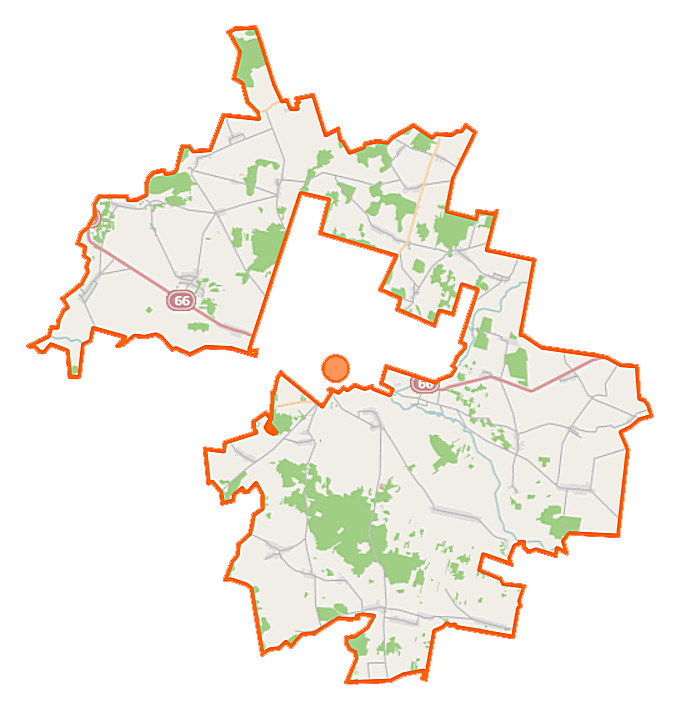
Karte der Landgemeinde

Die Landgemeinde umfasst die Stadt Brańsk fast vollständig.

## Gemeindegliederung
Die Landgemeinde Brańsk, zu der die Stadt Brańsk selbst nicht gehört, hat eine Fläche von 227,3 km², auf der (Stand: 30. Juni 2016) 5921 Menschen leben.
Sie besteht aus 43 Schulzenämtern:
Bronka
Brzeźnica
Burchaty
Chojewo
Chojewo-Kolonia
Chrościanka
Dębowo
Domanowo
Ferma
Glinnik
Holonki
Jarmarkowszczyzna
Kadłubówka
Kalnica
Kalnowiec
Kiersnowo
Kiersnówek
Kiewłaki
Klichy
Konotopa
Koszewo
Lubieszcze
Majerowizna
Markowo
Mień
Nowosady
Oleksin
Olędzkie
Olszewek
Olszewo
Otapy
Pace
Pasieka
Patoki
Patoki (gajówka)
Pietraszki
Płonowo
Poletyły
Popławy
Pruszanka Stara
Pruszanka-Baranki
Puchały Nowe
Puchały Stare
Spieszyn
Szmurły
Ściony
Świrydy
Widźgowo
Załuskie Koronne
Załuskie Kościelne
Zanie